# Куйович, Драган
Драган Куйович (черног. Драган Кујовић, Dragan Kujović; 1948, Колашин — 30 апреля 2010, Подгорица) — временный президент Черногории с 19 по 22 мая 2003 года.

## Биография
В 1972 году окончил Университет Сараево. С декабря 1996 года по июль 2001 года был министром образования и науки Черногории входящей в состав Союзной Республики Югославия. Входил в Демократическую партию социалистов Черногории. С июля 2005 года — председатель Комитета по безопасности и обороне парламента Черногории.